# 리 오스카

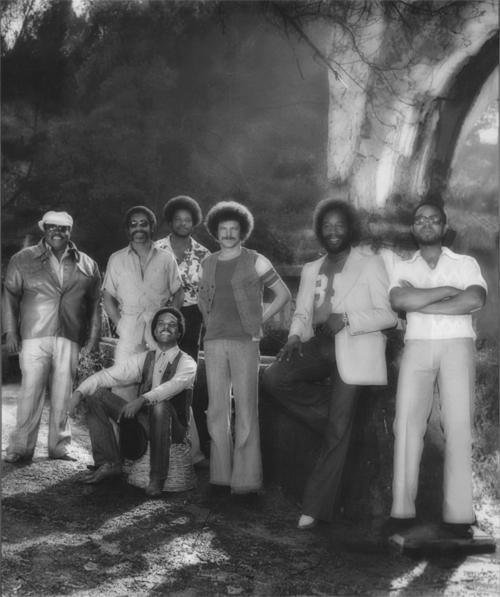
1976년 워 그룹의 리 오스카 (오른쪽으로 세 번째에서 서 있다).

레 오스카르(Lee Oskar Levitin, 1948년 3월 24일 ~ , 덴마크 코펜하겐)는 덴마크의 하모니카 연주자이다. 그와 에릭 버든이 세운 재즈 록 펑크 퓨전 그룹 워의 사운드에 기여한 것과 그의 독주, 그리고 하모니카 제조자로서 잘 알려져 있다. 그는 현재 하널드 브라운, 하워드 스콧, B.B. 디커슨과 함께 로라이더밴드(Lowriderband)에서 연주하고 있다.

## 영향
마이크 테트롤트와 같은 현대의 일부 음악가들은 레 오스카르가 중요한 영향을 미쳤다고 언급하였다. 주니어 웰스가 죽었을 때 그는 리 오스카 하모니카 상자와 함께 묻혔다.